# Donnelly (Minnesota)
Donnelly és una població dels Estats Units a l'estat de Minnesota. Segons el cens del 2000 tenia 254 habitants.

## Demografia
Segons el cens del 2000, Donnelly tenia 254 habitants, 114 habitatges, i 71 famílies. La densitat de població era de 35,7 habitants per km².
Dels 114 habitatges en un 27,2% hi vivien nens de menys de 18 anys, en un 57,9% hi vivien parelles casades, en un 1,8% dones solteres, i en un 37,7% no eren unitats familiars. En el 31,6% dels habitatges hi vivien persones soles el 15,8% de les quals corresponia a persones de 65 anys o més que vivien soles. El nombre mitjà de persones vivint en cada habitatge era de 2,23 i el nombre mitjà de persones que vivien en cada família era de 2,82.
Per edats la població es repartia de la següent manera: un 24% tenia menys de 18 anys, un 5,1% entre 18 i 24, un 28,7% entre 25 i 44, un 20,1% de 45 a 60 i un 22% 65 anys o més.
L'edat mediana era de 41 anys. Per cada 100 dones de 18 o més anys hi havia 99 homes.
La renda mediana per habitatge era de 35.972 $ i la renda mediana per família de 41.250 $. Els homes tenien una renda mediana de 33.125 $ mentre que les dones 13.750 $. La renda per capita de la població era de 22.523 $. Entorn del 2,7% de les famílies i el 2,5% de la població estaven per davall del llindar de pobresa.

## Poblacions més properes
El següent diagrama mostra les poblacions més properes.